# Pieter Corneliszoon Hooft (schip, 1926)
De MS Pieter Corneliszoon Hooft was een Nederlands passagiersschip van de rederij Stoomvaart-Maatschappij Nederland.
Door een brand op 25 december 1925 tijdens de bouw van het schip werd het niet tijdig afgemaakt op de Franse werf. Men finaliseerde de afwerking dan te Amsterdam. Het schip was klaar in augustus  1926 en kwam hetzelfde jaar in dienst op de lijn Amsterdam naar Nederlands-Indië.
Men besloot in 1930 de prestaties van het schip te verbeteren met nieuwe dieselmotoren. Vanaf 1931 was het terug in dienst tot 14 november 1932. Die dag lag het aangemeerd aan de Amsterdamse Sumatrakade toen er brand uitbrak. Men sleepte het schip naar de zee om schade aan de kade te vermijden. De schade aan het schip was enorm en het werd gesloopt.